# 1975年のエチオピア
1975年のエチオピア（1975ねんのエチオピア）では、1975年のエチオピアに関する出来事について記述する。

## 概要
1974年のエチオピア革命の結果、エチオピアは社会主義体制に急速に移行していった。前年にアマン・アンドムPMAC議長が殺害されメンギスツ・ハイレ・マリアム率いるデルグに権限が移っていく過程の一年でもあった。経済的には多くの資本が国有化・公有化されている。

## できごと

### 1月
- 1月1日 - 銀行3行、その他の金融機関3、保険会社14社が公共部門に移される[1]。
- 1月4日 - 資源開発庁が省に昇格する。

### 2月
- 2月3日 - 商工業72社が政府管轄下となる[1]。
- 2月4日 - エチオピア帝国時代に犯した犯罪によって収監されていた者に対する恩赦が発表される[1]。
- 2月15日 - 内戦の激化によりエリトリア州に非常事態宣言が行われる[1]。
- 2月16日 - アディスアベバで反エリトリア分離勢力デモ[1]。
- 2月17日 - 新しい国章が制定される[1]。

### 3月
- 3月4日 - 土地国有化を支持する8000人集会が行われる[1]。旱魃被害救済のための追加税徴収が決定される[1]。
- 3月21日 - 正式に帝政を廃止し、旧王族の称号が廃止される[1]。アスタ・ウォッセンの王位任命が無効とされる[1]。

### 4月
- 4月6日 - 対イタリア戦戦勝記念日「勝利の日」が初めて祝われる[1]。旧祝日はハイレ・セラシエ1世のアディスアベバ帰還日である5月5日[1]。

### 5月
- 5月1日 - エチオピア初のメーデー式典が祝われる[1]
- 5月8日 - アファル族の代表がテフェリ・バンテPMAC議長と会見[1]。
- 5月16日 - 民間航空会社、全ての小型航空機、アディスアベバ市内の無国籍のスーパーマーケットが公共資本とされる[1]。
- 5月24日 - 科学技術委員会が設立される[1]。

### 7月
- 7月26日 - 都市におけるすべての土地と空家について8月7日以降の国有化が発表される[1]。

### 8月
- 8月26日 - エチオピア政府が前年12月21日から続く「ゼメチャ」の1年延長を発表[1]。
- 8月28日 - 前日に拘禁中死亡した前皇帝ハイレ・セラシエ1世の死が公表される[2]。
- 8月29日 - 私立学校が政府の管轄下となる[1]。

### 12月
- 12月13日 - 「農民組合の強化に関する政令」が発される[1]。
- 12月29日 - 「民間資本の調整に関する政令」が発される[1]。

## 誕生
- 5月5日 - メブ・ケフレジギ、陸上競技選手（現・エリトリア）[3]
- 6月10日 - エルフェネシュ・アレム - 陸上競技選手[4]

## 死去
- 8月27日 - ハイレ・セラシエ1世、皇帝（1892年7月23日 - ）[2]